# 미즈라힘
미즈라힘(히브리어: מזרחים, 아랍어: مزراحيم, 영어: Mizrahim, Mizrachi) 또는 미즈라흐 유대인(히브리어: יהודי מזרח 예후디 미즈라흐, 영어: Mizrahi Jews, Oriental Jews, Edot HaMizrach)은 중동(서아시아·캅카스)에 기원을 가지는 유대인 집단이다. '미즈라흐'(Mizrach)는 히브리어로 '동쪽'의 뜻이다. 이스라엘에서 아슈케나짐과 세파르딤 사회의 반발에서 비롯된 용어로서, 편의적 경향이 강하다.
보통 세파르딤에 포함되는 개념으로서 생각되는 경우가 많다.

## 같이 보기
- 세파르딤
- 아슈케나짐